# Вітерник (Воєводина)
Вітерник (серб. Ветерник, Veternik) — колишнє приміське село, а тепер містечко в Сербії, приналежний до міської общини Нові-Сад Південно-Бацького округу в багатоетнічному, автономному краю Воєводина.

## Населення
Населення містечка становить 19 278 осіб (2002, перепис), з них:
- серби — 15 015 — 80,61%;
- мадяри — 473 — 2,53%;
- югослави — 261 — 1,40%;

Решту жителів  — з десяток різних етносів, зокрема: чорногорці, хорвати, словаки і до двох сотень русинів-українців, частина з яких вже асимілювалися.